# Cova de sa Bassa Blanca
Cova de sa Bassa Blanca este o arie protejată (arie specială de conservare — SAC, sit de importanță comunitară — SCI) din Spania întinsă pe o suprafață de 1 ha, integral pe uscat.

## Localizare
Centrul sitului Cova de sa Bassa Blanca este situat la coordonatele 39°50′37″N 3°10′51″E / 39.8435°N 3.1807°E.

## Înființare
Situl Cova de sa Bassa Blanca a fost declarat sit de importanță comunitară în iulie 2000 pentru a proteja 1 specie de animale. Situl a fost protejat și ca arie specială de conservare în martie 2015.

## Biodiversitate
Situată în ecoregiunea mediteraneană, aria protejată conține 1 habitat natural: Peșteri inaccesibile publicului.
La baza desemnării sitului se află o specie protejată de  mamifere: liliac cu aripi lungi (Miniopterus schreibersii).
Pe lângă speciile protejate, pe teritoriul sitului au mai fost identificate 1 specie de mamifere.